# Aubevoye
Aubevoye is een plaats en voormalige gemeente in het Franse departement Eure in de regio Normandië en telt 4325 inwoners (2005). De plaats maakt deel uit van het arrondissement Les Andelys.

## Geschiedenis
De gemeente fuseerde op 1 januari 2016 met Sainte-Barbe-sur-Gaillon en Vieux-Villez tot de commune nouvelle Le Val d'Hazey, waarvan Aubevoye de hoofdplaats werd.

## Geografie
De oppervlakte van Aubevoye bedraagt 7,6 km², de bevolkingsdichtheid is 569,1 inwoners per km². De plaats wordt bediend door het spoorwegstation Gaillon-Aubevoye.
De onderstaande kaart toont de ligging van Aubevoye met de belangrijkste infrastructuur en aangrenzende gemeenten.

## Demografie
Onderstaande figuur toont het verloop van het inwonertal (bron: INSEE-tellingen).